# Het kasteel Egmond aan den Hoef
Het kasteel Egmond aan den Hoef is een schilderij van de 16e-eeuwse Noord-Hollandse schilder Aegidius van Saen (Gillis/Gilles de Saen) , die actief was tussen 1580 en 1610 en een zestal historie- en landschapsschilderijen heeft geschilderd. Op het grote olieverfschilderij op doek (294 bij 127 cm) staat het Kasteel Egmond in Noord-Holland afgebeeld. Het doek behoorde vroeger toe aan een kerk in Alkmaar en kwam later in handen van de familie Six, die het schilderij liet ophangen in de Amstelbrouwerij en ook geruime tijd in bruikleen gaf aan het Amsterdamse Rijksmuseum. In 1968 werd het doek voor 642.000 frank aangekocht door de stad Zottegem. Het werd in 1968 in het Egmontkasteel tentoongesteld tijdens de expositie 'Lamoraal graaf van Egmont en zijn tijd'. Sindsdien hangt het in de raadzaal van het stadhuis van Zottegem. In 1979 werd het schilderij in Utrecht tentoongesteld op een expositie over 400 jaar Unie van Utrecht. Het doek werd in 2000 gerestaureerd. In het bezoekerscentrum 'Huys Egmont' bij de resten van kasteel Egmond in Egmond aan den Hoef hangt sinds 2017 een reproductie van het schilderij in groot formaat.
In het Rijksmuseum wordt een anonieme 19e-eeuwse litho bewaard met daarop de beschrijving van elk personage. Jan III van Egmont, de grootvader van Lamoraal van Egmont, staat samen met zijn vrouw Magdalena van Weerdenburg en de kanunnik, de deken, de abt en de hofnar afgebeeld. In het midden van het schilderij bevinden zich de schout, de boer, de hellebaardier, de jager en de duinmeier. Links zitten een boer, een boerin en een meid. Links op het schilderij staat Egmond aan Zee, rechts Alkmaar.

## Afbeeldingen

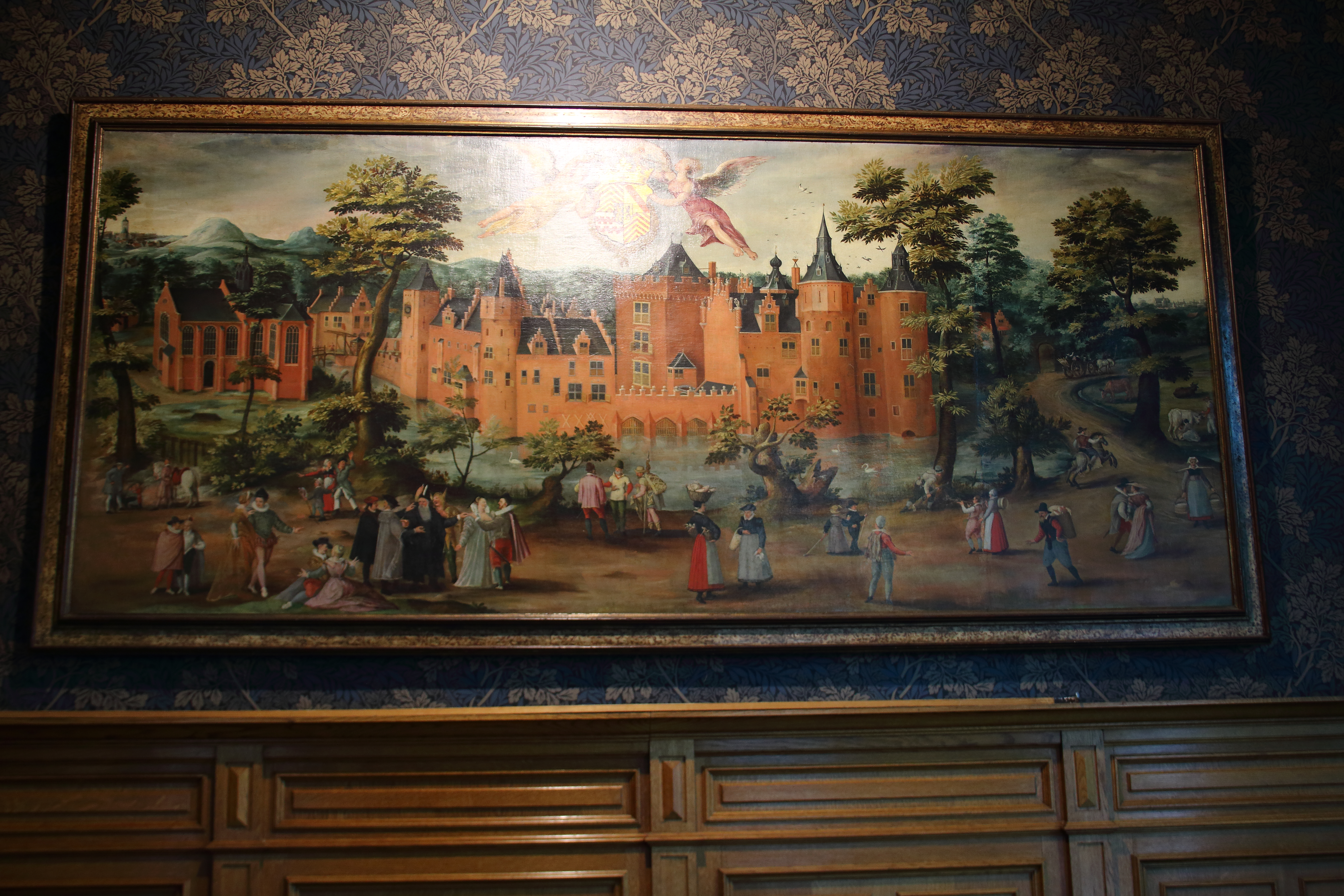
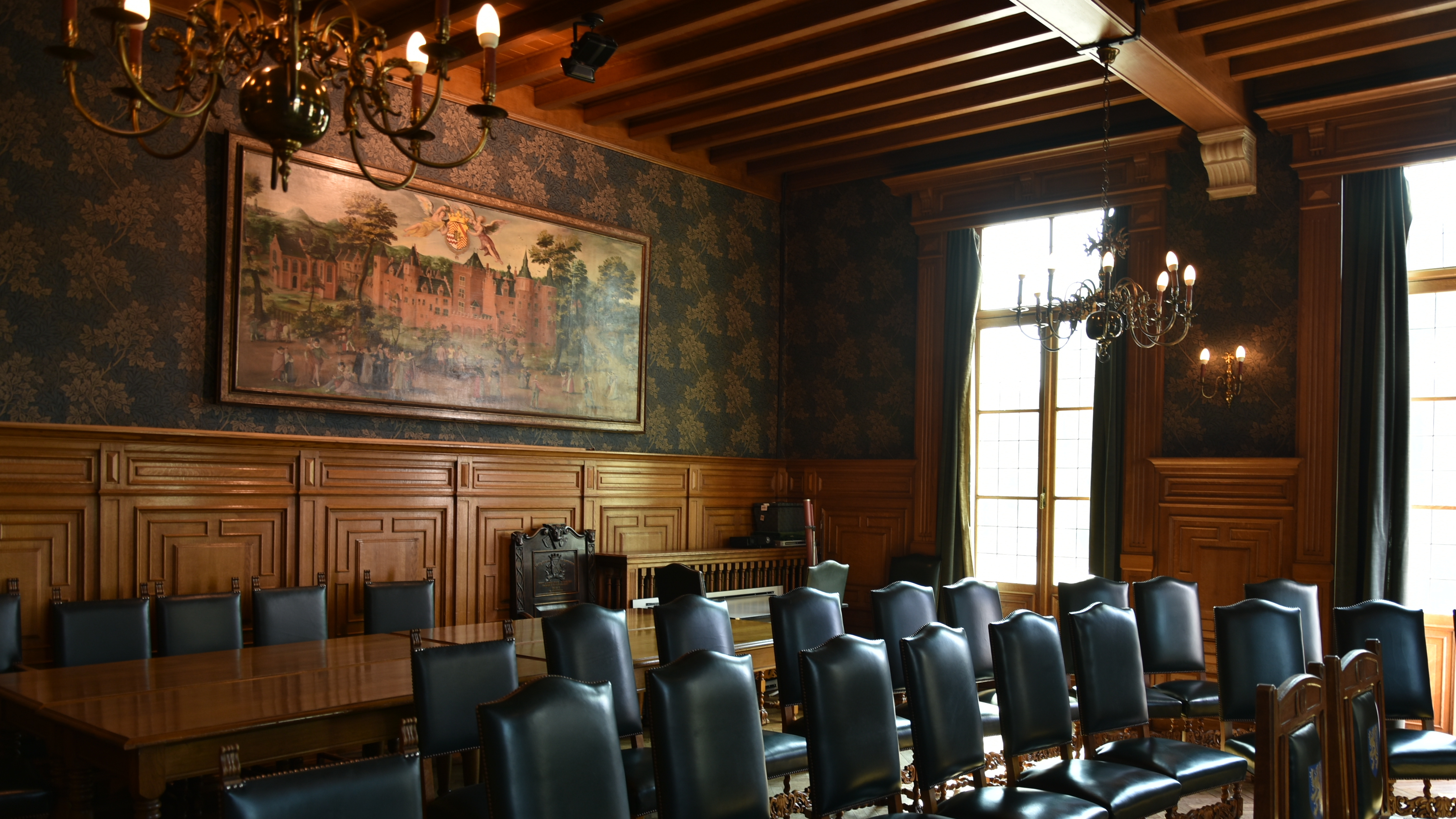
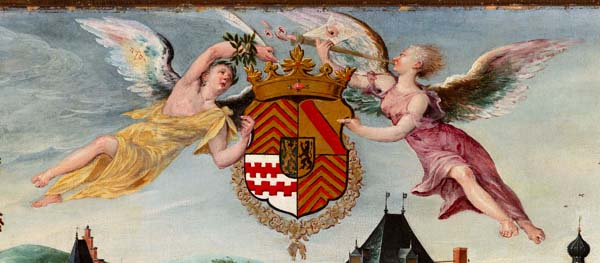
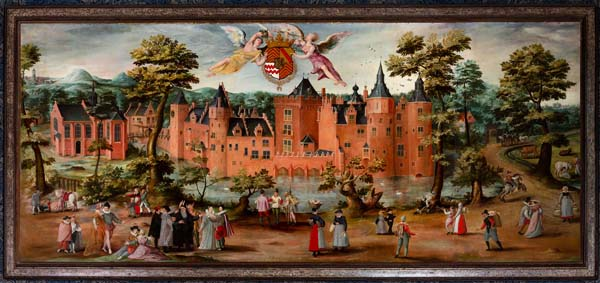

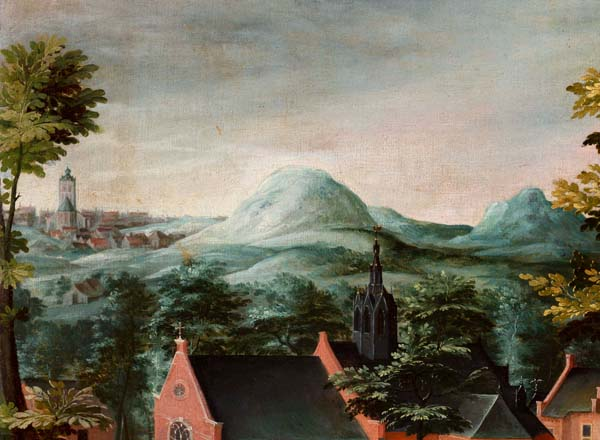
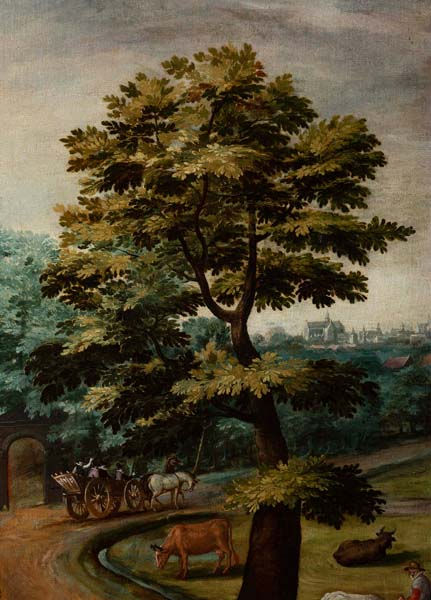
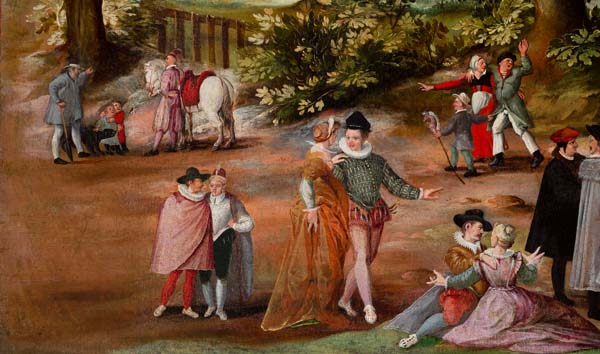
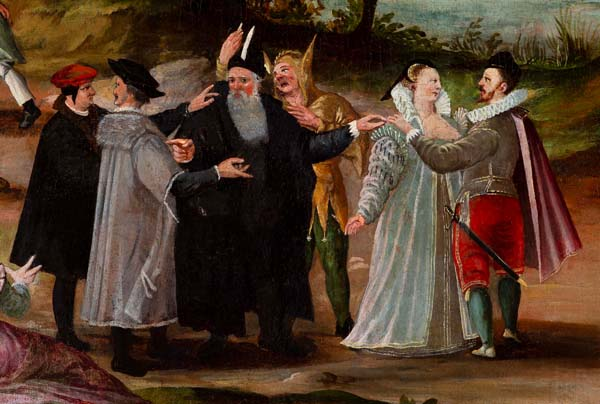
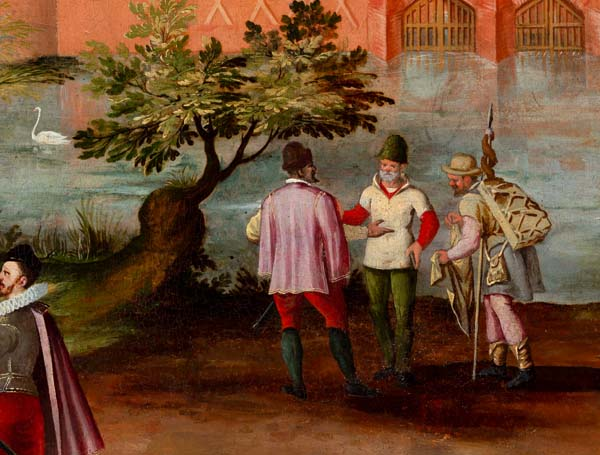

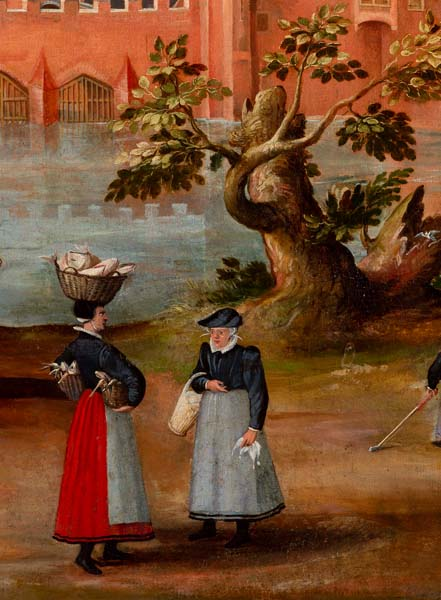
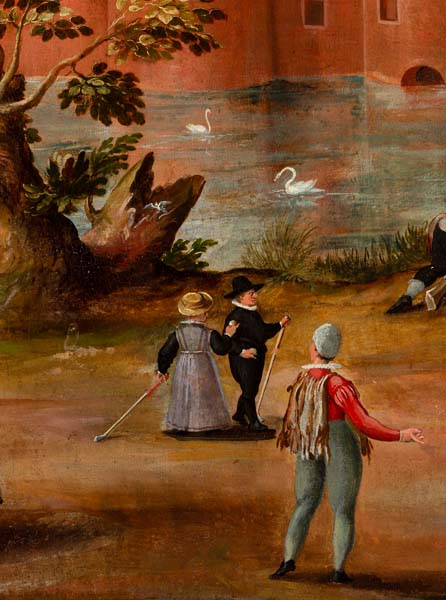
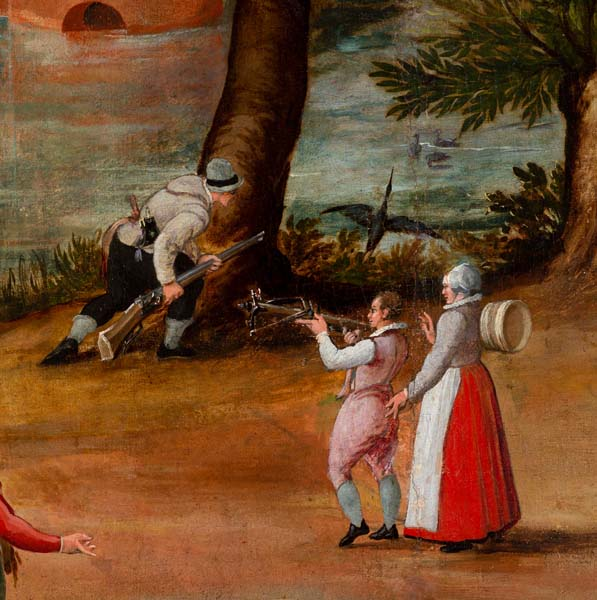
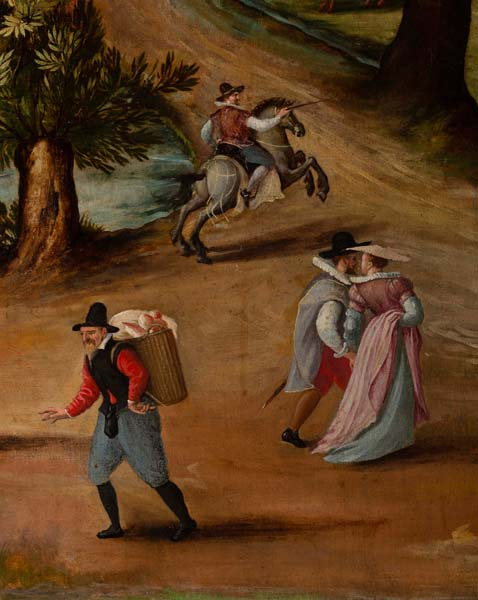
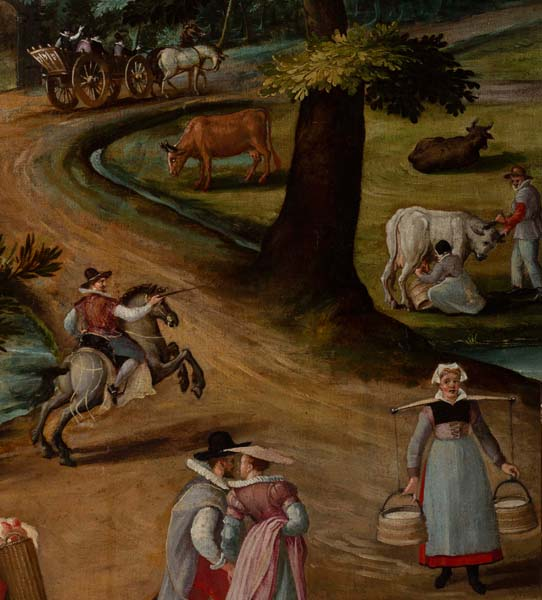